# غاز زاغی

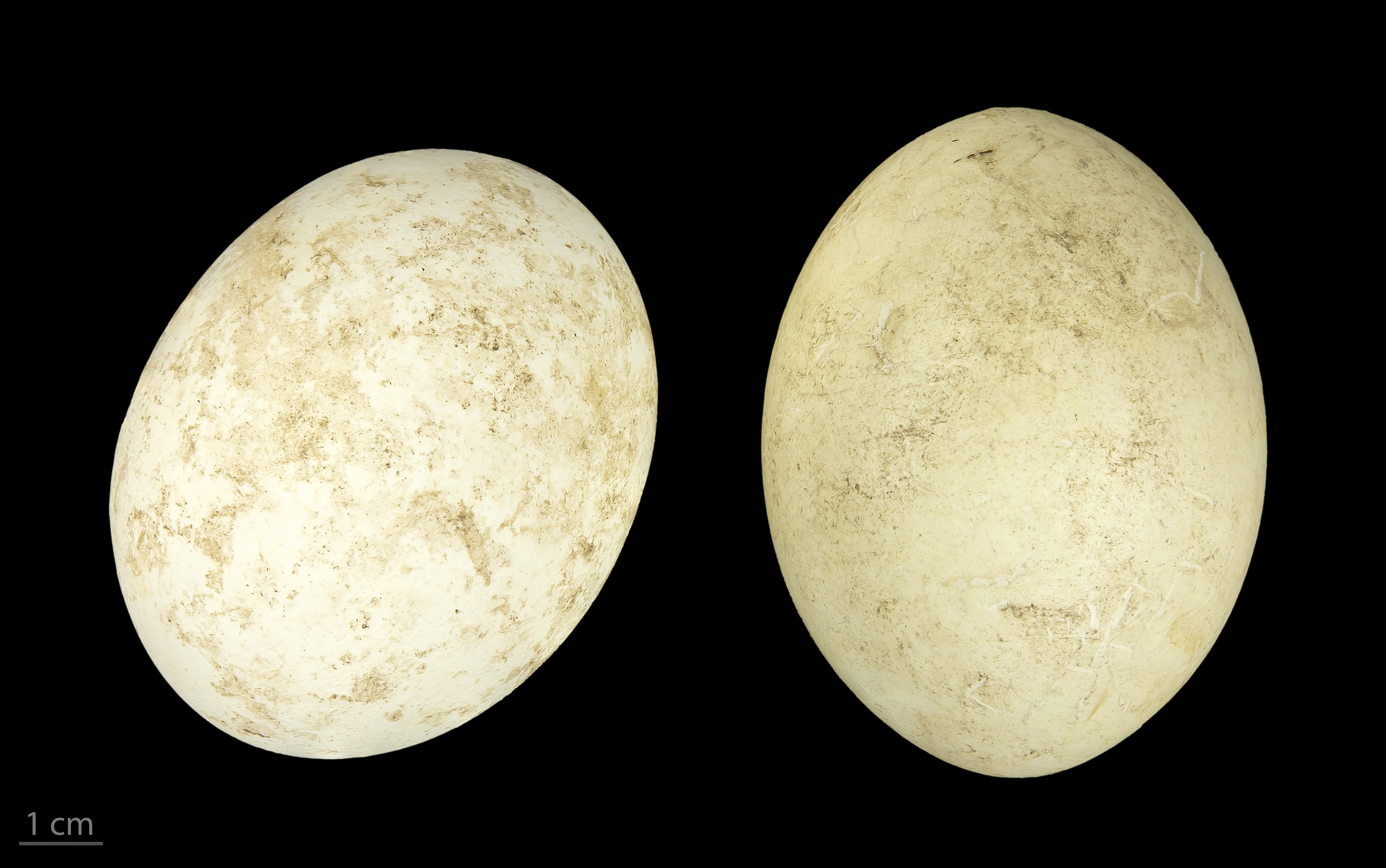
Anseranas semipalmata

غاز زاغی یا غازمرغابی زاغی (نام علمی: Anseranas semipalmata) نام یک گونه از تیره غازهای پیسه است که در استرالیا و گینه نو زیست می‌کند.